# Pictish Beast

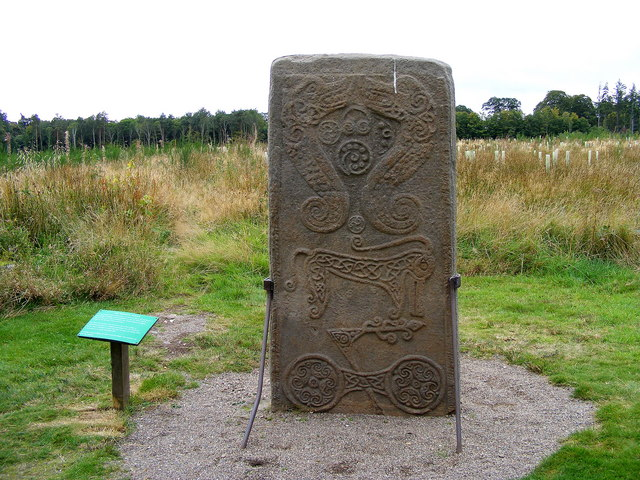
Rodney’s Stone, Brodie Castle

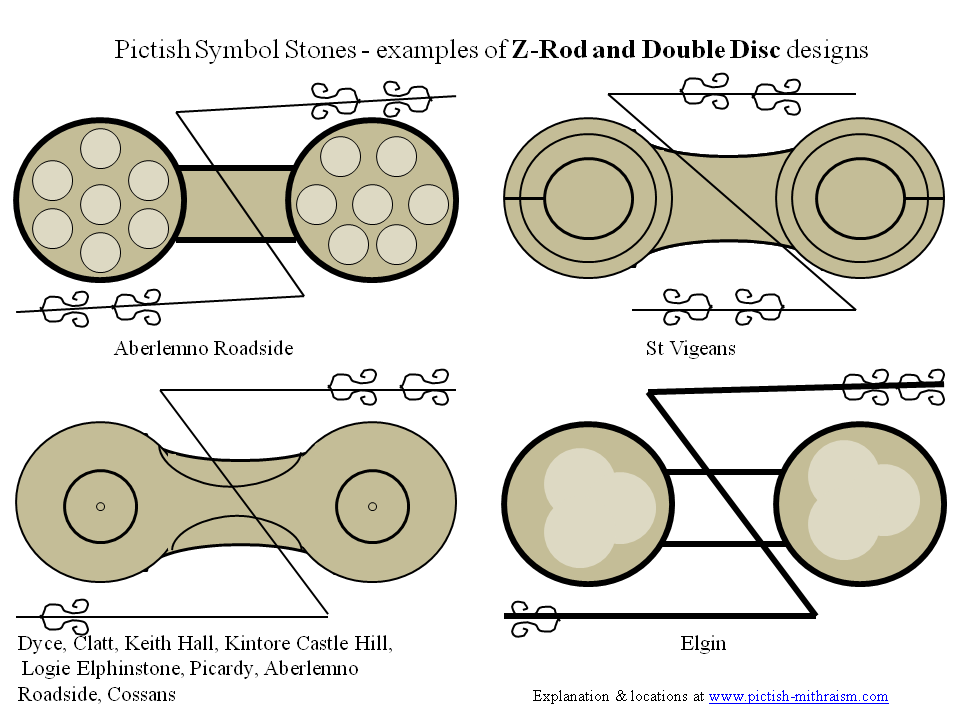
Doppelscheibe und Z-Stab

Als Pictish Beast wird eines von rund 50 unterschiedlichen Symbolen bezeichnet, die primär auf den frühmittelalterlichen Symbolsteinen der Pikten im Norden Schottlands anzutreffen sind. Die Figuren entstanden zwischen dem 7. und 9. Jahrhundert. Ob ein Tier oder eine Chimäre dargestellt wird, ist ungeklärt. Es ist eines der häufigsten Symbole im piktischen Repertoire und kommt 29 Mal auf Steinen der Klasse I, 25 Mal auf Steinen der Klasse II und fünf Mal auf Höhlenwänden vor. 

## Beschreibung
Das Bild zeigt ein zoomorphes Wesen. Charakteristisch sind die lange, schnabelartige Schnauze, die rundlichen, aufgerollten Enden der Gliedmaßen, eine lange, vom Hinterkopf herabhängende und wie eine Locke, eine Art Rostrum oder ein Zopf wirkende Struktur, sowie der meist hängende, am Ende gerundete Schwanz. Die Figur wird oft leicht oder gänzlich aufgerichtet dargestellt.

## Interpretation
Welchem Lebewesen das Pictish Beast nachempfunden ist, ist angesichts des Vorkommens naturalistischer Darstellungen von Adler, Gans, Fisch (Lachs) Hirsch und Stier ungeklärt. Die rundlichen Gliedmaßen sowie die meistens wie „schwimmend“ wirkende Darstellung lassen vermuten, dass es sich um ein im Wasser lebendes Tier, etwa einen Schnabelwal, ein Seepferdchen oder einen Delphin handeln könnte. Hierzu würde auch die Form der Schnauze passen. Angedacht wurde auch ein (im Wasser schwimmender) Hirsch. Andere Vorschläge gehen in die Richtung der Darstellung einer Sagengestalt wie des Kelpie oder des Each Uisge. Möglicherweise ist es aber auch die Endform einer über einen längeren Zeitraum andauernden künstlerischen Entwicklung, welche aus einer ursprünglich lindwurmförmigen Fibel ein Tier entstehen ließ. Auf dem Mortlach 2 Stein sind ein Pictish Beast und eine Figur zu sehen, welche einer derartigen Fibel ähnelt Keiner dieser Vorschläge konnte bisher überzeugen, die Debatte ist also nicht abgeschlossen.

Pictish Beasts
Pictish Beast von Strathmartine 1
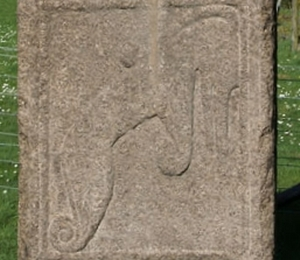
Maiden Stone
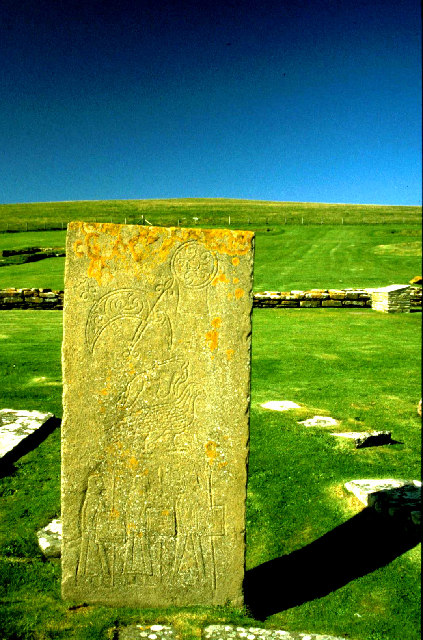
Der Stein vom Brough of Birsay
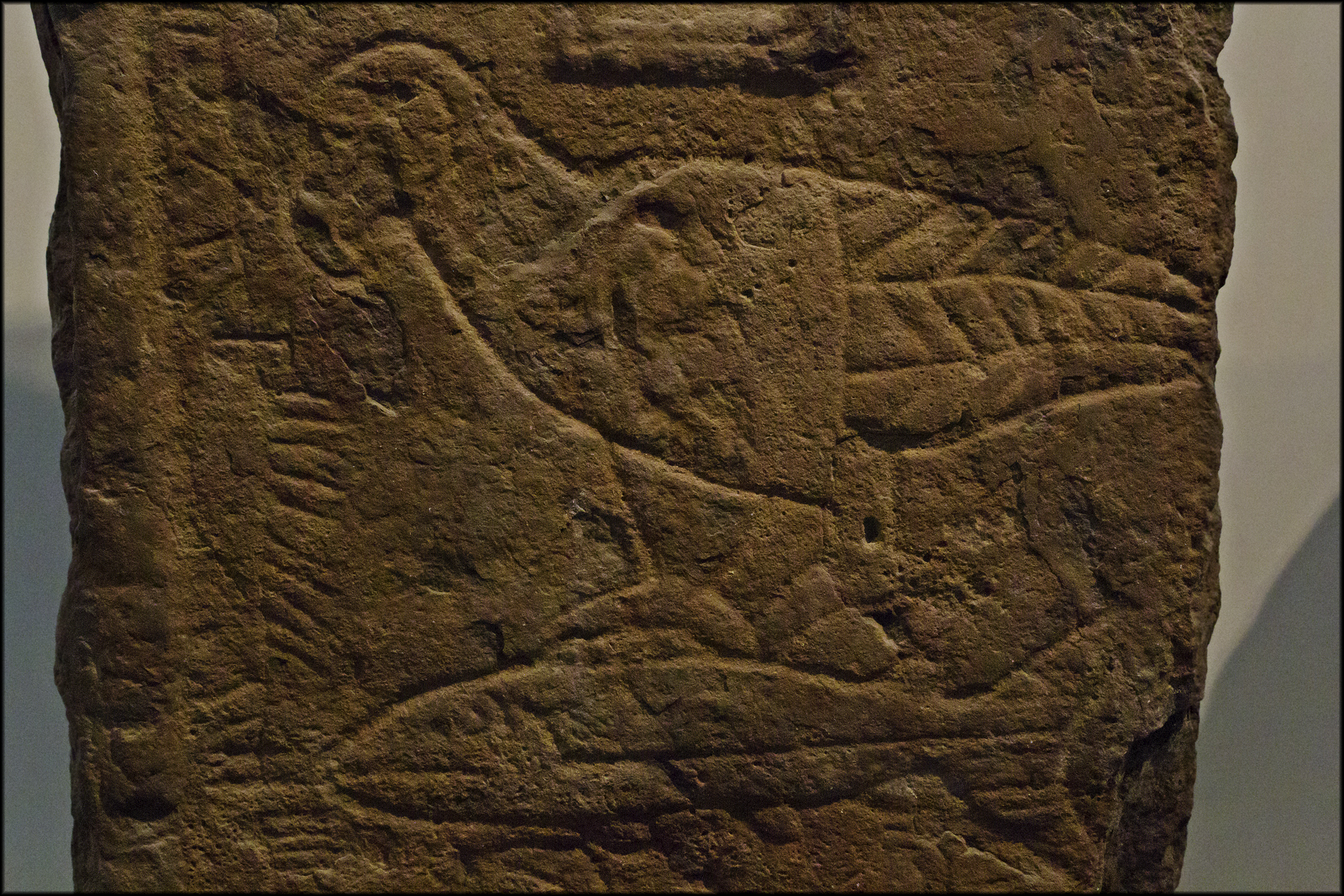
Adler und Fisch

Ebenso ist auch die Bedeutung der auf den Steinen gezeigten Symbole unbekannt. In Frage kommen unter anderem mystische, religiöse, genealogische oder politische Funktionen. Es könnte sich aber auch um eine eigentümliche Schrift gehandelt haben.

## Vorkommen und Häufigkeit
Die Datenbank der piktischen Symbolsteine der Universität Strathclyde listet 51 Symbolsteine auf, auf denen das Wesen abgebildet ist. Es wurden in jüngster Zeit gelegentlich neue Abbildungen entdeckt, so im September 2011 auf der Black Isle. Unter den, je nach Zählweise, 30 bis 65 Symbolen ist es eines der geläufigsten. Die große Bandbreite in der Anzahl der insgesamt existierenden Symbole ist insbesondere auf die strittige Frage zurückzuführen, welche der nur selten oder einzeln anzutreffenden Abbildungen als Symbol angesprochen werden können.
Eine Auswertung der Universität Strathclyde ergab, dass das Pictish Beast, hier als elephant tituliert, nach „Halbmond mit V-Stab“ und „Doppelscheibe mit Z-Stab“ das dritthäufigste Symbol ist. Betrachtet man die insgesamt 13 häufigsten Symbole, so ergibt sich ein Anteil von 13,5 %. Innerhalb der Gruppe der Tiersymbole ist es das mit Abstand häufigste mit der dreifachen Anzahl von Abbildungen gegenüber dem an zweiter Stelle rangierenden Lachs (salmon). In der zeitlichen Stellung gehört das Beast zu den später verwendeten Symbolen. Es tritt erst auf Steinen, die nach 700 n. Chr. datiert werden, vermehrt auf. Auf den zehn ältesten Steinen fehlt es völlig. Regional gesehen hat es seinen höchsten Anteil bei den Symbolen auf Steinen der Klasse 2 aus dem zusammengefassten Bereich der Regionen Perth and Kinross, Fife und Edinburgh mit 10 von insgesamt 35 Symbolen. Dies ist der südlichste der Bereich, in dem flächendeckend Symbolsteine zu finden sind.
Generell ist das Pictish Beast eine Figur aus dem südlichen Teil des Verbreitungsgebietes der Symbolsteine. Sein Hauptvorkommen liegt zwischen dem Great Glen und dem Tay, darüber hinaus ist es selten anzutreffen. Der nördlichste Fund stammt vom Brough of Birsay auf den Orkney-Inseln. Eine Untersuchung der 40 am besten erhaltenen Abbildungen kommt zu dem Schluss, dass der Ursprung des Symbols am ehesten in Angus oder im östlichen Perthshire zu suchen sei.
Außer auf Symbolsteinen wurden auch noch Abbildungen auf Felswänden, so in den Wemyss Caves (Höhlen) entdeckt. Eine Verwendung auf anderen Werkstoffen wurde noch nicht nachgewiesen, allerdings wurden bisher erst vier Schatzfunde aus der Zeit der Pikten entdeckt. Von diesen wurde zudem ein Großteil eingeschmolzen, bevor sie wissenschaftlich dokumentiert werden konnten. Dass piktische Symbole auch in metallene Artefakte eingraviert wurden, zeigen sieben Einzelstücke, darunter drei aus dem Silberhort von Norrie’s Law.

## Andere Bezeichnungen
In der englischen Sprache steht der Begriff beast, in Zusammenhang mit einem Tier verwendet, als wertneutraler Oberbegriff für ein freilebendes Tier, insbesondere ein größeres Landsäugetier. Eine Übertragung des Ausdrucks in die deutsche Sprache als Piktisches Biest oder Piktische Bestie ist daher unzutreffend.
Seit sich wissenschaftliche Analysen mit ihnen befassen, wurden die piktischen Symbole anhand dessen benannt, was sie darstellen: (rectangle (Rechteck), serpent and z-rod (Schlange und Z-Stab) oder zumindest mit hoher Wahrscheinlichkeit mirror (Spiegel), salmon (Lachs)). Bei dem hier behandelten Symbol ergab sich nun das Problem, dass unklar war und ist, was es zeigt. Infolgedessen wurden und werden, auch wenn sich der neutrale Ausdruck beast weitgehend durchgesetzt hat, ebenso alternative Begriffe verwendet. Neben historischen Umschreibungen wie Sun Boar (Sonneneber) sind heutzutage insbesondere die Ausdrücke dolphin und elephant verbreitet. Bei Monographien stellt dieses kein Problem dar, da in der Regel eindeutig ist, welches Symbol gemeint ist. Schwierigkeiten können aber bei Gesamtübersichten auftreten. So wird das Symbol auf dem in Thurso aufbewahrten Stein von Ulbster bei mehreren relevanten Werken auch als beast tituliert. Ein Werk hingegen bezeichnet es als elephant und nutzt stattdessen den Ausdruck beast für die Darstellung eines anderen Tieres, welches so unklassifizierbar ist, dass es ansonsten als lion (Löwe), dog (Hund) oder animal (Tier) angesprochen wird.